# Foster the People
Foster the People é uma banda de indie rock e indie pop de Los Angeles, Califórnia. Os membros atuais incluem Mark Foster e Isom Innis. Cubbie Fink, Sean Cimino e Mark Pontius foram, por muitos anos, responsáveis pelo baixo, guitarra e bateria respectivamente.

## História

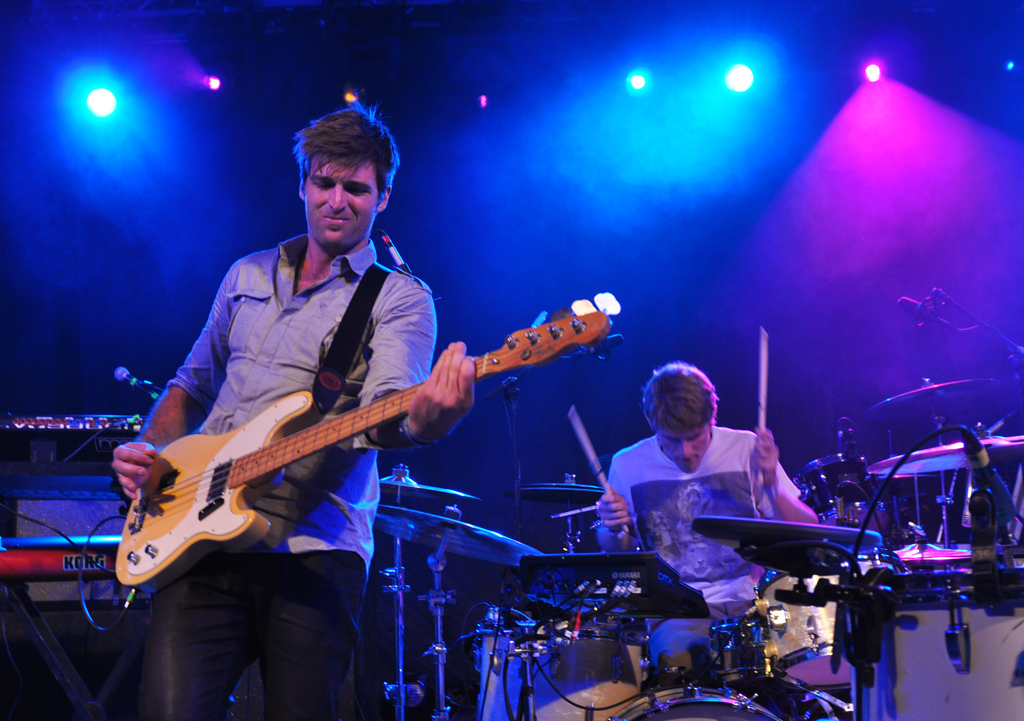
Foster the People se aprensentando no SXSW 2011 no Texas.

Mark Foster iniciou a banda em outubro de 2009, depois de passar vários anos em Los Angeles como compositor de jingles para comerciais. Foster escreveu a canção "Pumped Up Kicks" - o maior êxito do grupo -, que se tornou um sucesso viral em 2010 e fez com que o grupo assinasse com a Columbia Records. Após lançar seu álbum de estreia Torches, em maio de 2011, o primeiro single, "Pumped Up Kicks", tornou-se um sucesso nas rádios, chegando à terceira posição da Billboard Hot 100 e ao 18º lugar no Reino Unido.
A NPR credita sua ascensão à fama a promoção feita à banda no The Hype Machine e por suas performances no South by Southwest.
O segundo álbum de estúdio da banda, Supermodel, lançado em 2014, alcançou o primeiro lugar na loja iTunes de vários países no dia de lançamento.[carece de fontes?]
Em julho de 2017, foi lançado o terceiro álbum do grupo, o disco Sacred Hearts Club.

## Discografia

### Álbuns de estúdio
| Ano  | Detalhes | Singles |
| ---- | --- | --- |
| 2011 | Torches - Lançamento: 23 de maio de 2011 - Gravadora(s): Startime, Columbia - Formato(s): CD, download digital     | 1. "Pumped Up Kicks" 2. "Helena Beat" 3. "Call It What You Want" 4. "Don't Stop (Color on the Walls)" 5. "Broken Jaw" 6. "Houdini" |
| 2014 | Supermodel - Lançamento: 18 de março de 2014 - Gravadora: Columbia - Formato(s): LP, CD, download digital          | 1. "Coming of Age" 2. "Pseudologia Fantastica" 3. "Best Friend" 4. "Are You What You Want To Be?"                                  |
| 2017 | Sacred Hearts Club - Lançamento: 21 de julho de 2017 - Gravadora: Columbia - Formato(s): CD, download digital      | 1. "Loyal Like Sid & Nancy" 2. "Sit Next to Me"                                                                                    |
| 2024 | Paradise State of Mind - Lançamento: 16 de agosto de 2024 - Gravadora: Columbia - Formato(s): CD, download digital | 1. "Lost in Space" 2. "Take Me Bac" 3. "Chasing Low Vibrations"                                                                    |

## Prêmios
| Ano  | Prêmio                  | Trabalho          | Nomeação                                | Resultado |
| ---- | ----------------------- | ----------------- | --------------------------------------- | --------- |
| 2011 | MTV Video Music Awards  | Foster the People | Best New Artist                         | Indicado  |
| 2011 | MTV Video Music Awards  | "Pumped Up Kicks" | Best Rock Video                         | Indicado  |
| 2011 | Q Awards                | Foster the People | Best New Act                            | Indicado  |
| 2011 | Q Awards                | "Pumped Up Kicks" | Best Track                              | Indicado  |
| 2011 | SharkOne Awards         | Foster the People | New Artist of the Year                  | Venceu    |
| 2011 | WEQX Award              | "Pumped Up Kicks" | Song of the Year                        | Venceu    |
| 2012 | 54th Grammy Awards      | "Pumped Up Kicks" | Best Pop Duo/Group Performance          | Indicado  |
| 2012 | 54th Grammy Awards      | Torches           | Best Alternative Album                  | Indicado  |
| 2012 | 2012 BRIT Awards        | Foster the People | International Breakthrough Act          | Indicado  |
| 2012 | NME Awards              | Foster the People | Best New Band                           | Indicado  |
| 2012 | NME Awards              | "Pumped Up Kicks" | Dancefloor Anthem                       | Indicado  |
| 2012 | MtvU Woodie Awards      | Foster the People | Woodie of the Year                      | Indicado  |
| 2012 | Billboard Music Awards  | Foster the People | Top New Artist                          | Indicado  |
| 2012 | Billboard Music Awards  | Foster the People | Rock Artist of the Year                 | Indicado  |
| 2012 | Billboard Music Awards  | Torches           | Rock Album of the Year                  | Indicado  |
| 2012 | Billboard Music Awards  | Foster the People | Alternative Artist of the Year          | Indicado  |
| 2012 | Billboard Music Awards  | "Pumped Up Kicks" | Rock Song of the Year                   | Venceu    |
| 2012 | MuchMusic Video Awards  | "Houdini"         | International Video of the Year - Group | Indicado  |
| 2012 | MuchMusic Video Awards  | "Helena Beat"     | Most Streamed Video of the Year         | Indicado  |
| 2012 | Teen Choice Awards      | Foster the People | Choice Rock Group                       | Indicado  |
| 2012 | Teen Choice Awards      | "Pumped Up Kicks" | Choice Rock Song                        | Indicado  |
| 2012 | MTV Europe Music Awards | Foster The People | Best Push Act                           | Indicado  |
| 2013 | 55th Grammy Awards      | "Houdini"         | Best Short Form Music Video             | Indicado  |
| 2014 | MuchMusic Video Awards  | "Coming of Age"   | International Video of the Year - Group | Indicado  |